# Митридат Пергамский
Митридат Пергамский (др.-греч. Μιθριδάτης ὁ Περγαμηνός; ум. ок. 46 до н. э.) — понтийский царевич, сын Митридата Эвпатора, царь Боспора в 47/46 до н. э.

## Биография

### Ранняя биография
Его отцом был царь Митридат VI Эвпатор, а матерью наложница галатского происхождения Адобогиона.
Митридат был влиятельным лицом в провинции Азия, принадлежал к местной высшей знати, и был известен знанием военного дела и мужеством . Он пользовался значительным влиянием у греческих общин Малой Азии. В 59 до н. э. он был одним из главных свидетелей обвинения на процессе Луция Валерия Флакка, обвиненного в разграблении провинции в бытность её наместником. По словам Цицерона, Митридат заявлял, что Флакк хочет устранить его как опасного свидетеля, и потому ходил по Риму в панцире .

### Война с Египтом
В начале Александрийской кампании Цезарь поручил своему другу Митридату набрать в Сирии и Киликии подкрепления. Тот быстро собрал крупные силы и, выступив из Сирии, по суше достиг Пелусия, с помощью флота окружил его, и взял штурмом за один день, преодолев упорное сопротивление защитников. После этого он двинулся на Александрию. Царь Птолемей XIII попытался помешать его соединению с Цезарем, и атаковал Митридата в Дельте, но передовой отряд египтян был отброшен с большими потерями. Затем войска Птолемея осадили лагерь Митридата. Цезарь выступил ему на помощь, и сумел объединить войска до подхода основных сил противника. В последовавшем сражении египетская армия была разбита .
Иосиф Флавий сообщает, что в этом походе Митридату значительную помощь оказал правитель Идумеи Антипатр, который привел к нему в Аскалон 3 000 своих воинов, и убедил своих арабских союзников, а также Ямвлиха, вождя эмисенов, и Птолемея, правившего Итуреей, предоставить вспомогательные войска. По словам Иосифа Флавия, Антипатр первым ворвался в Пелусий, а затем, командуя правым крылом армии, спас Митридата от разгрома в битве у так называемого Иудейского лагеря в Дельте. Ссылаясь на не дошедшие до нас исторические сочинения Страбона и Азиния Поллиона, Флавий пишет, что в походе участвовал и первосвященник Гиркан .

### Царь Боспора
После разгрома Фарнака II в битве при Зеле Цезарь сделал Митридата тетрархом галатского племени трокмов, а также назначил его царем Боспора вместо Фарнака . Боспорское царство еще предстояло завоевать, так как власть там захватил наместник Фарнака Асандр, убивший своего господина. Митридат двинулся берегом Черного моря через Колхиду (вероятно, еще осенью 47 до н. э.), по пути разграбил святилище Левкотеи в земле мосхов, которое до этого уже грабил Фарнак , но если и смог овладеть Боспором, то ненадолго . По словам Страбона, его низложил Асандр , ставший в 47/46 до н. э. новым боспорским царем. По-видимому, тогда же Митридат был убит .